# St. Sebastian (Peulendorf)

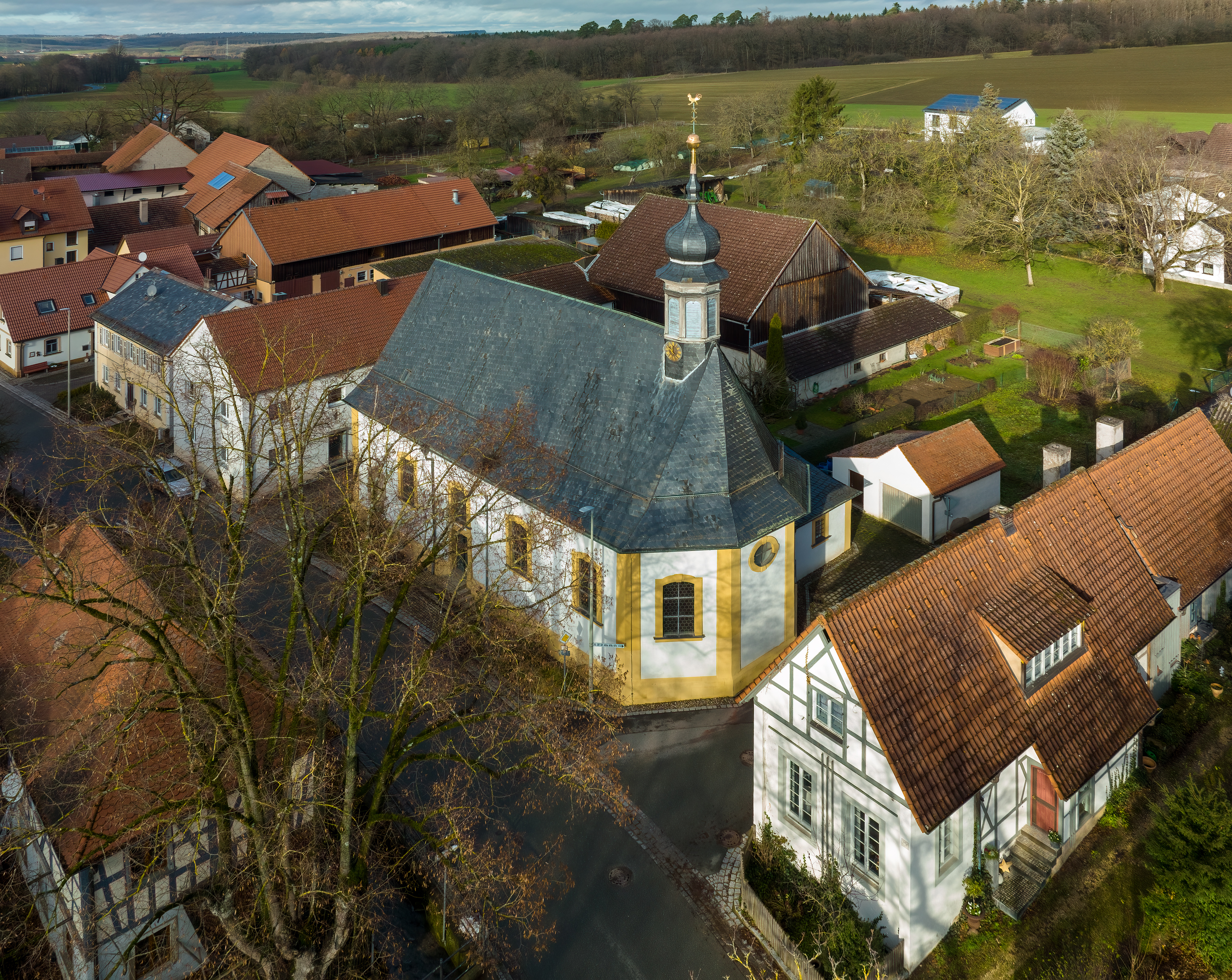
St. Sebastian in Peulendorf

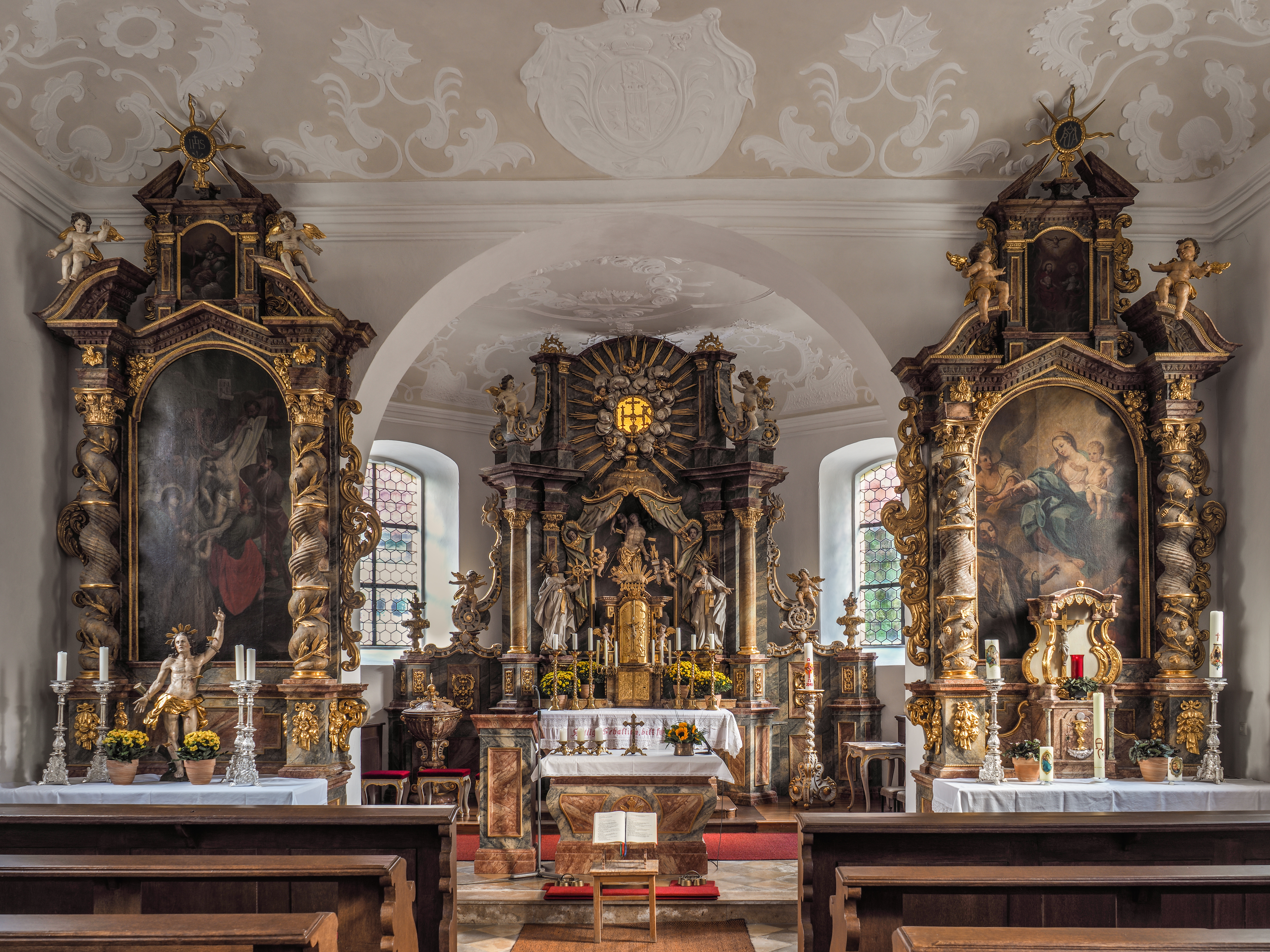
Altarraum

Die römisch-katholische, denkmalgeschützte Pfarrkirche St. Sebastian steht in Peulendorf, einem Gemeindeteil der Stadt Scheßlitz im oberfränkischen Landkreis Bamberg (Bayern). Der Kern der denkmalgeschützten Kirche ist wohl romanischen Ursprungs. Die Pfarrei gehört zum Seelsorgebereich Gügel im Dekanat Bamberg des Erzbistums Bamberg.

## Beschreibung
Die Saalkirche wurde 1757 nach einem Entwurf von Konrad Fink durch Vergrößerung des Vorgängerbaus errichtet. Der dreiseitig geschlossene Chor im Osten des Langhauses wird durch Lisenen betont. Aus dem Satteldach des Langhauses erhebt sich ein achteckiger Dachreiter, der mit einer Zwiebelhaube bedeckt ist. 
Der Stuck an der Decke des Chors ist mit Rocaillen verziert. Zur Kirchenausstattung gehören der um 1760 gebaute Hochaltar und die vor 1772 aufgestellte Kanzel.